# ГАЕС Барджі
ГАЕС Барджі (італ. Centrale idroelettrica di Bargi) — гідроелектростанція на півночі центральної частини Італії, в регіоні Емілія-Романья. Використовує водосховища, створені у сточищі двох правих приток Рено (впадає в Адріатичне море північніше Равенни).
Ще у 1911 році за допомогою мурованої греблі висотою 40 метрів створили водосховище Брасімоне об'ємом 6,4 млн м3. Воно знаходилось на однойменному потоку, що впадає зліва у річку Сетта (права притока Рено), та живило електростанцію Санта-Марія.
А в 1932 на захід від сточища Сетта, на річці Ліментра-ді-Треппіо (інша права притока Рено) спорудили водосховище Сувіана, первісно призначене лише для живлення власної ГЕС потужністю 27 МВт. Зведена тут гравітаційна гребля заввишки 96 метрів та завдовжки 225 метрів, яка потребувала 288 тис. м3 матеріалу, утримує водойму об'ємом 46,7 млн м3 (корисний об'єм 43,9 млн м3). Можливо відмітити, що до цього сховища окрім прямого стоку надходить додатковий ресурс із західного напрямку — з водосховища Павана на Ліментра-ді-Самбука (ще одна права притока Рено) та від водозабірної греблі Моліно-дель-Паллоне на самій Рено.
З наростанням потреби у балансуючих потужностях в 1970-х роках ці водосховища задіяли в гідроакумулюючій схемі як верхній та нижній резервуар відповідно. Біля Сувіана у двох шахтах розмірами 20х18 метрів та глибиною 30 метрів розмістили дві оборотні турбіни загальною потужністю 330 МВт, які працюють з напором у 375 метрів. Між сховищами прокладено тунель довжиною 4,8 км та діаметром 5,1 метра, що переходить у напірні вогони змінним діаметром від 4,4 до 3,6 метра. За один цикл у верхньому резервуарі можна запасти еквівалент 2,6 млн кВт·год електроенергії, а для його наповнення потрібно близько 6 годин.
Зв'язок з енергосистемою відбувається по ЛЕП, що працює під напругою 380 кВ.